# Juristenball-Polka
Juristenball-Polka, op. 280, är en polka-schnell av Johann Strauss den yngre. Den framfördes första gången den 18 januari 1864 i Sofienbad-Saal i Wien.

## Historia
Liksom Morgenblätter (op. 279) härstammar Juristenball-Polka från karnevalsåret 1864. Detta år gav juridikstudenterna två baler då deras studentförening inte kunde enas om en gemensam bal. Till första tillfället skrev Johann Strauss Juristenball-Polka och till den andra Patronessen-Polka (op. 286). Premiären av Juristenball-Polka skedde den 18 januari och dirigerades av brodern Josef Strauss, emedan Johann Strauss vilade ut då han nästa dag skulle spela på Industrisällskapets bal (se Vergnügungszug).

## Om polkan
Speltiden är ca 2 minuter och 56 sekunder plus minus några sekunder beroende på dirigentens musikaliska tolkning.